# Проран

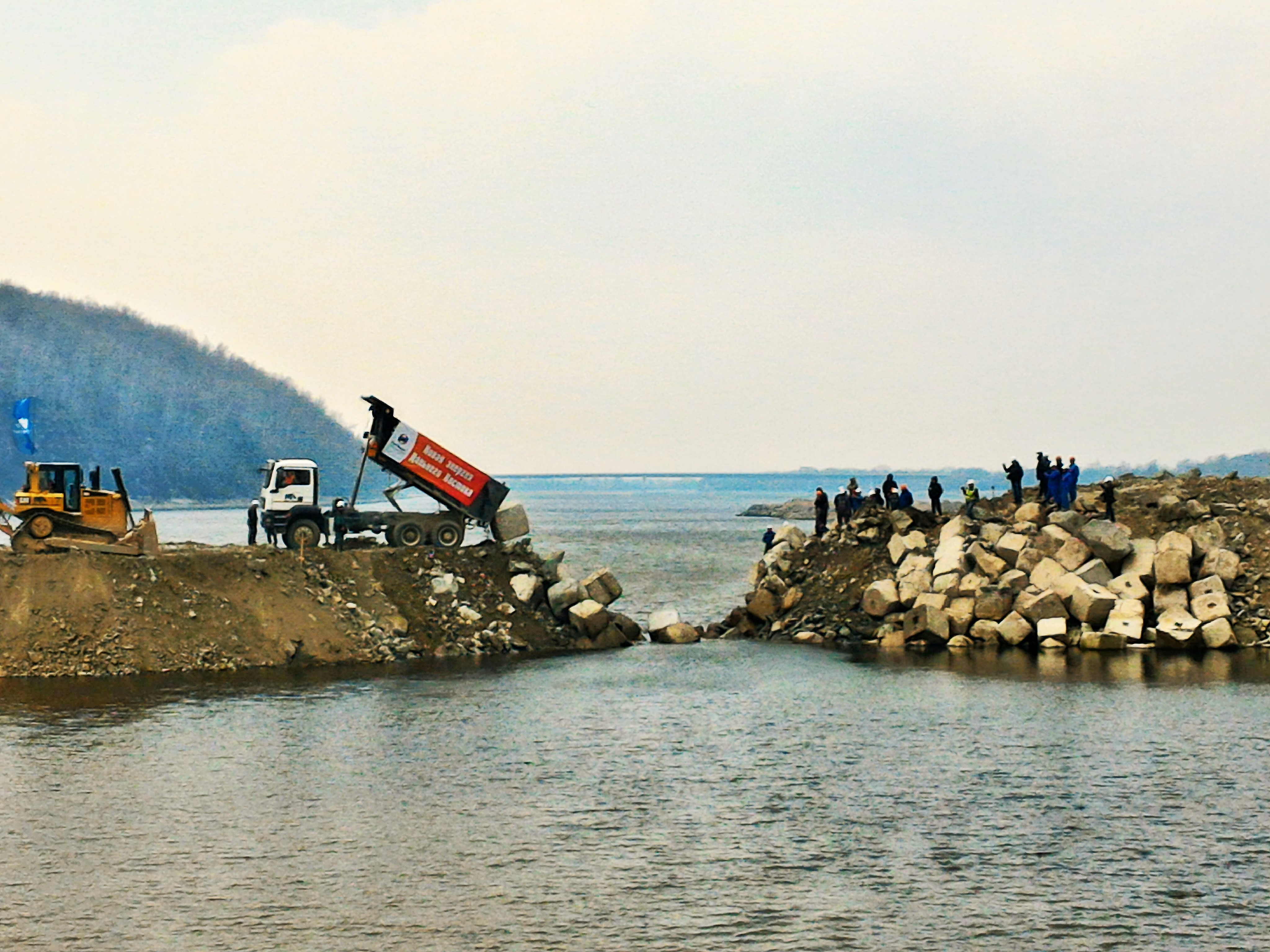

Проран — вільна (не перекрита) частина русла річки, призначена для пропуску води при будівництві гідротехнічної споруди; або вузька протока в косі, мілині, плавнях; або випрямлення ділянки річки, що утворилося в результаті прориву вигину під час повені.

Також прораном називають вимоїну, що утворюється при прориві водним потоком напірної гідротехнічної споруди, наприклад дамби або земляної греблі.
При будівництві напірної гідротехнічної споруди закриттям прорана закінчується повне перекриття русла річки.